# أريانيم فايجا
أريانيم فايجا (بالأڨِستية: اَریَنَ وَئیجَه) هي موطن الإيرانيين الأوائل وهي مذكورة في كتاب الأبستاق الزرادشتي باعتبارها واحدة من «ستة عشر أرضًا مثالية» تعود لأهورامزدا. يُعتقد أن موقعها الفعلي هو أريانة (منطقة تشمل أفغانستان الحديثة وأجزاء من إيران)

## تأثيل
يتكون مصطلح أريانيم فايجا الأفستية من حالة الإضافة الجمع لـ"أريا" و"فايجا" (التي غالبًا ما تستخدم حالة الرفع هي فايجو). قد يكون مرتبطًا بالفيدية السنسكريتية، مما يشير إلى منطقة نهر سريع الجريان.

## الموقع التاريخي
الموقع التاريخي لأريانيم فايجا لا يزال غير مؤكد. يقترح بهرام فرحفاشي وناصر تكميل همايون أن أريانيم فايجا ربما تموضعت في خوارزم، وهي منطقة مقسمة الآن بين عدة جمهوريات في آسيا الوسطى. يعتقد المؤرخ إلتون ل. دانيال من جامعة هاواي أيضًا أن خوارزم هي «الموقع الأكثر احتمالية» المقابلة للموطن الأصلي للشعوب الناطقة بأفستان،
ووفقاً لمايكل ويتزل، فإن أريانيم فايجا تقع في وسط 16 أرضًا مذكورة في فينديداد - وهي منطقة تقع الآن في مرتفعات وسط أفغانستان (حول مقاطعة باميان). ووفقًا لـ جي. جونلي، تقع أريانيم فايجا بين هلمند وهندوكوش في أفغانستان. ويقترح شريانت ج. تالاجيري في كتابه ريجفدا: تحليل تاريخي أنّ أريانيم فايجا كانت موجودة في كشمير.